# Art Lewis
Arthur „Art“ Lewis (* 1936 in New Orleans, Louisiana) ist ein US-amerikanischer Jazzmusiker (Schlagzeug).

## Leben und Wirken
Lewis wuchs in einer musikalischen Familie in Los Angeles auf; er begann seine Karriere in San Francisco, wo er Unterricht bei Philly Joe Jones hatte. Er spielte in lokalen Clubs, wie in Jimbo's Bop City, u. a. mit Harold Land und Bud Powell. Mit Monty Waters und Dewey Redman war er Co-Leader einer Bigband, die in der San Francisco Bay Area auftrat. 1968 zog er nach New York City und arbeitete in Jazzclubs und Spielstätten  wie dem Village Vanguard, Slug's, Ali's Alley, The Tin Palace und The Public Theatre. Er spielte u. a. mit Dewey Redman, Dexter Gordon, Clifford Jordan, Jon Hendricks, Sam Rivers, Andrew Hill, Bobby Hutcherson, John Handy, Ronnie Boykins, Joe Lee Wilson und Marty Cook. Im Bereich des Jazz war er zwischen 1974 und 2011 an elf Aufnahmesessions beteiligt, zuletzt in Sn Francisco im Russo Alberts Trio um den Pianisten Don Alberts und den Bassisten Don Russo. Er war ab 1972 mit der Reggaesängerin Aura Lewis (1947–2015) verheiratet.